# 使徒言行録

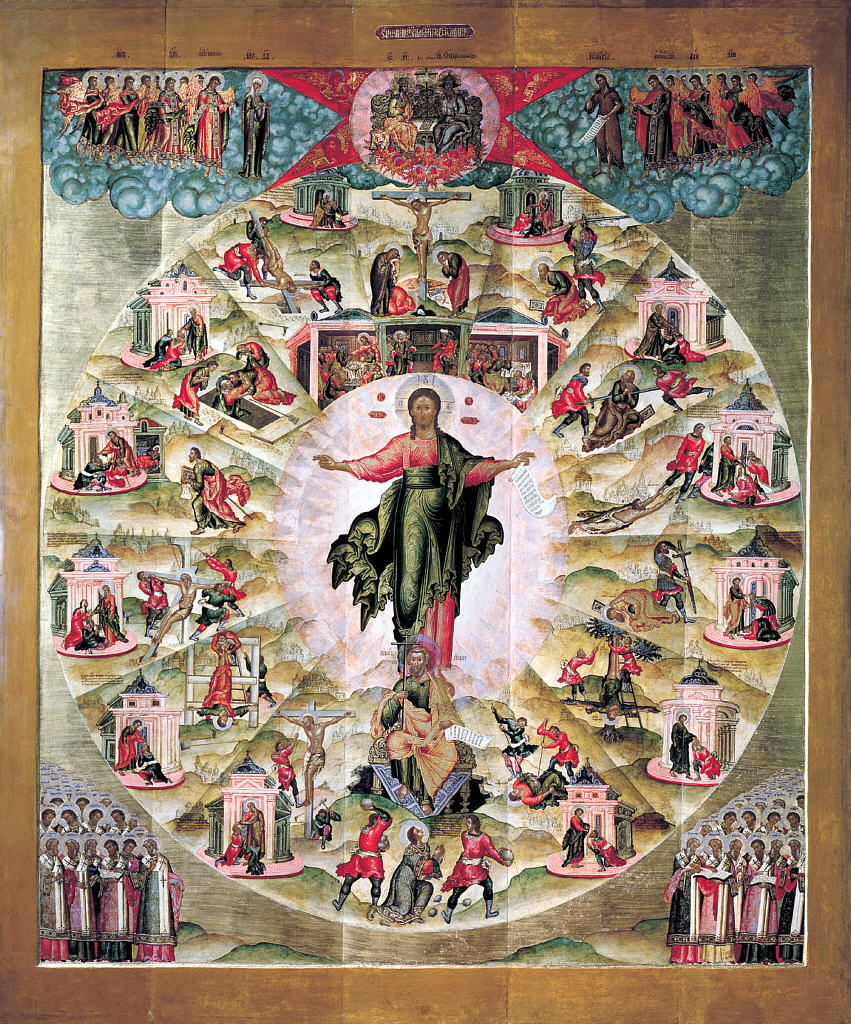
Ministry of the Apostles: Russian icon by Fyodor Zubov, 1660

『使徒言行録』（しとげんこうろく、ギリシア語: Πράξεις τῶν Ἀποστόλων、ラテン語: Acta Apostolorum、英語: Acts of the Apostles/the Acts）は、新約聖書中の一書。
新約聖書の中で、伝統的に四つの福音書の後に置かれる。『使徒言行録』は新共同訳聖書などで用いられる呼称で、他にも多くの日本語名がある。

## 日本語名称
戦前の日本語訳聖書では、プロテスタントによる文語訳聖書(明治元訳・大正改訳)が『使徒行伝』（しとぎょうでん）の呼称を用い、日本正教会訳聖書では『聖使徒行実』（せいしとぎょうじつ）、カトリック教会のラゲ訳聖書では『使徒行録』（しとぎょうろく）と呼ばれた。
戦後では、まず正教会が戦前と同じ日本正教会訳聖書、『聖使徒行実』の呼称を現在まで用い続けている。一方プロテスタントでは新しく作られた口語訳聖書では引き続き『使徒行伝』の呼称が用いられたものの、口語訳聖書の翻訳方針に反発した福音派の人々による新改訳聖書では『使徒の働き』と訳された。その後カトリックとプロテスタントの双方により訳された共同訳聖書では『使徒の宣教』、新共同訳聖書では『使徒言行録』と呼称された。カトリック教会で用いられる聖書では、バルバロ訳聖書やフランシスコ会訳聖書分冊版ではラゲ訳と同様に『使徒行録』と呼ばれていたが、分冊版より後に出たフランシスコ会訳合冊版では新共同訳に合わせて『使徒言行録』の呼称が用いられている。
その他のキリスト教の教会で用いられる聖書では、現代訳聖書で『初代教会の働き』と呼ばれる。また教会の礼拝で用いられる訳ではないが、岩波文庫訳聖書（塚本虎二訳）では『使徒のはたらき』としている。エホバの証人の新世界訳聖書では、『使徒の活動』（旧版では「使徒たちの活動」）としている。一部の教派では、『使徒書』という語でこの文書を言い表すが、使徒書という語は『書簡（使徒書簡）』を指して、あるいは新約聖書のうち福音書を除く書物の総称として用いられる場合もあるので注意が必要である（「使徒書」を参照）。

## 内容
『使徒言行録』の内容は、一口で言えばキリスト教の最初期の様子である。特に2人の使徒ペトロとパウロの活躍が中心に描かれている。さらにエルサレム教会と初期のユダヤ人のみのキリスト教コミュニティーがコルネリウスの洗礼をへて異邦人（非ユダヤ人）の間へと広がっていた様子が記録されている。
本文によれば、『使徒言行録』は『ルカによる福音書』の続編として（聖書自身の証言と伝承によればルカの手で）書かれたものであるという。この二書を併せて「ルカ文書」と呼ぶ場合がある。どちらも「テオフィロ」（ギリシア語: Θεόφιλος Theophilos：「神を愛する者」あるいは「神に愛されし者」という意味）なる人物に献呈されている。もともとは1冊の書物だったという説もあるが、現代の研究者たちがさかのぼれる最古の資料の時点では、すでに『ルカによる福音書』と『使徒言行録』は別々の本になっていた。『使徒言行録』はこの時代に書かれた作品としては他に類をみない非常にユニークなものであり、初期キリスト教の研究は本書なしには成り立たない。また、パウロの書簡集も『使徒言行録』の存在によって価値あるものになっており、『使徒言行録』なしにパウロの手紙を読んでも理解できない部分が多いことを忘れてはならない。
また、初期キリスト教の発展を記す貴重な文献ではあるが、その限界も明らかである。本書はエルサレムに誕生した原始キリスト教会の地中海を反時計回りに主にパウロによって広げられる過程を描いているが、パウロ書簡に注意するとキリスト教の発展は多くの人々により、多方面から行われたことが明確である。一例をあげるならば、本書の関心はローマ帝国全土に展開する様子を描くことにあるが、ローマ書を読めばパウロ以前に帝国の首都であるローマに教会が誕生しており、パウロの関心はローマに住むキリスト教徒に自らの信じる「福音」を伝えることにある。実際にエジプトのアレクサンドリアにはかなり早い段階で有力な教会が建設されており、エルサレムからアフリカへの布教活動が相当に活発であったことは確実であるし、エチオピア方面への南下する展開も確実である。また、使徒マタイにインド伝道の伝承があることから、東方への展開も考えるべきであるが、これらを記録した文献は現存しない。今後の新資料の大発見の可能性もゼロではないが、現存資料からキリスト教の多方面にわたる発展を描く試みは初期キリスト教研究の大きな課題である。

## 構成
『使徒言行録』の構成とルカ書の構成には共通点が見られ、『ルカによる福音書』はローマ帝国（の人口調査）に関する記述から始まる。物語はイエスが故郷ガリラヤを出て、サマリアからユダヤへゆき、エルサレムで十字架にかけられるところへと展開していくが、そこで復活し、昇天して栄光を受けると結ばれる。
『使徒言行録』はこれと呼応するかのように、エルサレムから使徒の活動が始まり、ユダヤからサマリアへと広がり、やがてアジア地方をへてローマ帝国の中枢にいたるという構成になっている。このような文章の組み立てをキアスムス構造（X字構造、交差法）という。キアスムスでは構成の中心に位置する部分が重要なのでこの場合は、中心にある「エルサレム」および｢イエスの復活と昇天｣が著者にとってもっとも重要なものであることを示している。
このような『使徒言行録』の地理的展開は、冒頭におけるイエスのことばであらかじめ示されている。つまり「あなたがたはエルサレムだけでなく、全ユダヤとサマリア、さらに全世界にいたるまで私の証人となる」という記述である。これがエルサレム（1章 - 5章）、ユダヤとサマリア（6章 - 9章）、全世界（10章 - 28章）という『使徒言行録』における物語の舞台の展開に対応している。
また『使徒言行録』はペトロとパウロという2人の使徒の活躍が中心であるが、ペトロの活躍（1章 - 12章）の部分とパウロの活躍（13章 - 28章）の部分で全体を2つに分けることができる。

## 成立
『使徒言行録』は2世紀初めにはすでに存在していたことが他の資料から確認できる。すくなくともマルキオンの活躍した時代（120年 - 140年）に存在していたことは間違いがない。またポリュカルポスやアンティオキアのイグナティオスの書簡からも『使徒言行録』の存在が伺われることなどから、『使徒言行録』は96年にはローマで、115年までにはアンティオキアとスミルナで広く読まれていたことが明らかである。
成立時期が70年より前ということは考えにくい。ルカ福音書の序文は、イエスを直接知る世代が既に減っている事実をほのめかしているからである。研究者たちの間でもっとも可能性が高いといわれているのが80年ごろである。75年から80年の間に成立したという説の支持者もいるが、70年から75年という説はほとんど支持されない。『使徒言行録』にはフラウィウス・ヨセフスの著作との共通点があることから、著者はヨセフスを参照していると指摘する者もいるが、それが正しいとすると100年以降の成立になる。『使徒言行録』が他の記録で言及される最古の例は177年を待たなければいけない。
『使徒言行録』がどこで書かれたのかというのは、いまだに答えが出ていない問題である。伝承ではローマあるいはアンティオキアで書かれたとされていたが、本文からはローマ帝国のアジア属州のいずれか、おそらくエフェソス近辺という可能性がうかがえる。

## 項目
- キリスト教宣教の準備（1:1-2:13）
  - イエスの昇天とマティアの選出（1章）
  - 聖霊降臨（2:1-2:13）
- エルサレムにおける宣教（2:14-8:3）
  - ペトロの説教（2:14-2:47）
  - ペトロとヨハネの活躍（3章-4章）
  - アナニアとサフィラ（5:1-11）

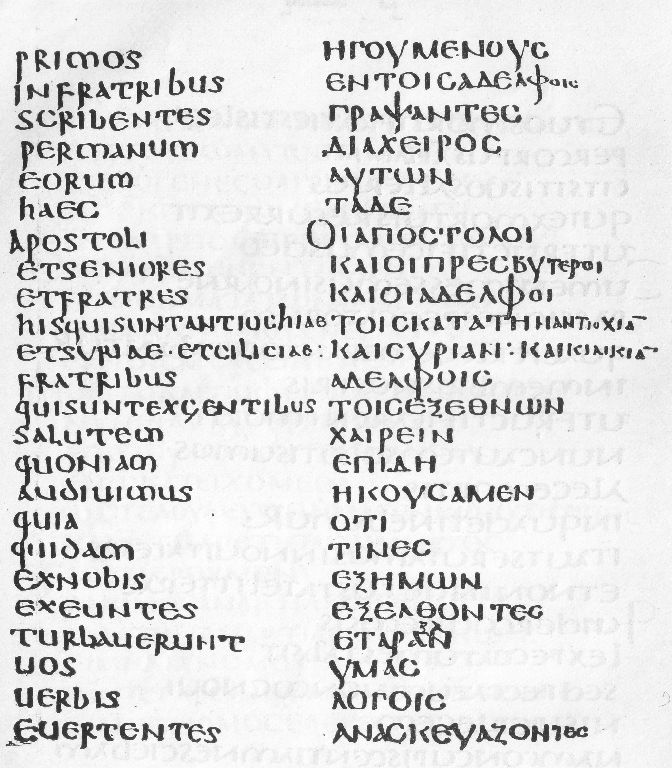
使徒言行録 15章22節から24節の内容 コーデクス・ラウディアーヌス写本（7世紀） ラテン語（左列）とギリシア語（右列）で記述されている

  - 使徒たちの活動と迫害（5:12-5:42）
  - ステファノら七人の選出（6:1-7）
  - ステファノの殉教（6:8-8:3）
- ユダヤとサマリアにおける宣教（8:4-9:43）
  - サマリア宣教（8:4-8:25）
  - フィリポとエチオピアの宦官（8:26-8:40）
  - サウロの回心（9:1-9:31）
  - ペトロの宣教（9:32-9:43）
- 異邦人宣教の開始（10:1-15:35）
  - 異邦人への宣教（10:1-11:18）
  - アンティオキアの教会（11:19-11:27）
  - ヤコブの殉教とペトロの投獄（12:1-12:19）
  - ヘロデ・アンティパス1世の死（12:20-12:24）
  - パウロの第一回宣教旅行（13:1-14:21）
  - エルサレムの使徒会議（15:1-35）
- パウロの世界宣教（15:36-28:31）
  - パウロの第二回宣教旅行（15:36-18:23）
  - パウロの第三回宣教旅行（18:24-21:14）
  - パウロの逮捕とローマへの連行（21:15-28:11）
  - ローマでのパウロ（28:12-28:31）

## 参考資料
- 山田耕太「ルカによる福音書・使徒言行録（ルカ文書）」、『アエラムック』、朝日新聞社、1998年、18-23頁。